# Tequeño
El tequeño, altrament conegut com dedito de queso (ditet de formatge en castellà), és un aperitiu típic de la cuina veneçolana i colombiana. Es tracta d'un rotllet de pasta de blat farcit de formatge i llavors fregit. L'origen del nom s'atribueix a la ciutat veneçolana de Los Teques.
En els 2020s, en gran part per acció de la diàspora dels països d'origen, s'ha estès a altres indrets del món, com ara a l'estat espanyol i especialment a Barcelona.